# Пам'ятки архітектури Знам'янського району
У Знам'янському районі Кіровоградської області на обліку перебуває 13 пам'яток архітектури.
| № пп | Найменування пам’ятки                                        | Датування | Місцезнаходження пам’ятки          | Охорон. номер |
| ---- | ------------------------------------------------------------ | --------- | ---------------------------------- | ------------- |
| 1    | Земська школа                                                | 1892 р.   | с. Веселий Кут                     | 130-Кв        |
| 2    | Покровська церква (Свято-Богоявленський жіночий монастир     | с.19 ст.  | с. Диківка, вул. Молодіжна, 5      | 387-Кв        |
|      | Комплекс Саблино-Знам’янського цукрового заводу (4 споруди): | 1894 р.   | с. Володимирівка, вул. Леніна,1    | 388-Кв/1-2    |
| 3    | Виробничий корпус                                            | 1894 р.   | с. Володимирівка, вул. Леніна,1    | 388-Кв/1      |
| 4    | Адміністративно-побутовий корпус                             | 1894 р.   | с. Володимирівка, вул. Леніна, 1   | 388-Кв/2      |
| 5    | Складський корпус                                            | 1894 р.   | с. Володимирівка, вул. Леніна, 1   | 388-Кв/3      |
| 6    | Теплоелектростанція                                          | 1894 р.   | с. Володимирівка, вул. Леніна, 1   | 388-Кв/4      |
| 7    | Духовна семінарія                                            | 1903 р.   | с. Дмитрівка, вул. Миру, 42        | 132-Кв        |
| 8    | Земська школа                                                | 1900 р.   | с. Дмитрівка, вул. Нечаєва         | 416-Кв        |
| 9    | Житловий будинок                                             | п.20 ст.  | с. Дмитрівка, вул. Нечаєва, 38     | виявлена      |
| 10   | Будинок культури                                             | 1950 р.   | с. Пантазіївка, вул. Центральна, 2 | 389-Кв        |
| 11   | Школа                                                        | 1929 р.   | с. Пантазіївка, вул. Шкільна, 1    | 390-Кв        |
| 12   | Земська школа (мур)                                          | к.19 ст.  | с. Цибулеве, вул. Шкільна, 2       | 417-Кв        |
| 13   | Церква Святого Олександра Невського                          | п.20 ст.  | с. Юхимово                         | 131-Кв        |
|      |                                                              |           |                                    |               |